# PGC 14125
LEDA/PGC 14125 ist eine Spiralgalaxie vom Hubble-Typ S im Sternbild Horologium am Südsternhimmel. Sie ist schätzungsweise 37 Millionen Lichtjahre von der Milchstraße entfernt. Gemeinsam mit fünf weiteren Galaxien ist sie Mitglied der NGC 1493-Gruppe (LGG 106).
Im selben Himmelsareal befinden sich u. a. die Galaxien NGC 1494, IC 2000, IC 2004.